# Deutsche Ringermeisterschaften
Die deutschen Ringermeisterschaften werden alljährlich im griechisch-römischen (klassischen) Stil, freien Stil und im Freistilringen der Frauen ausgetragen.

## Geschichte
Die ersten deutschen Meisterschaften im Ringen fanden 1893 in Köln statt. Wie damals üblich, gab es keine Gewichtsklassen. Veranstaltet wurde das Turnier, das der Kölner Hubert Schwerger gewinnen konnte, vom DAV (Deutscher Athleten-Verband, seit 1911 Deutscher Reichsverband für Athletik, heute vom Deutschen Ringer-Bund). Von da an fanden die Meisterschaften alle zwei Jahre, zwischen 1903 und 1912 alle drei Jahre statt. 1906 gab es erstmals drei Gewichtsklassen. Seit 1912 werden die deutschen Meisterschaften jährlich ausgetragen, von 1914 bis 1918 und von 1944 bis 1947 fielen sie jedoch wegen der Weltkriege aus. Zudem musste der DRB die deutschen Meisterschaften in den Jahren 2020 sowie 2021 aufgrund der Maßnahmen in Folge der COVID-19-Pandemie in Deutschland absagen.
Nachdem 1987 erstmals für Frauen Weltmeisterschaften veranstaltet wurden, werden seit 1994 auch deutsche Meisterschaften für Frauen ausgetragen.